# Bomba atomica

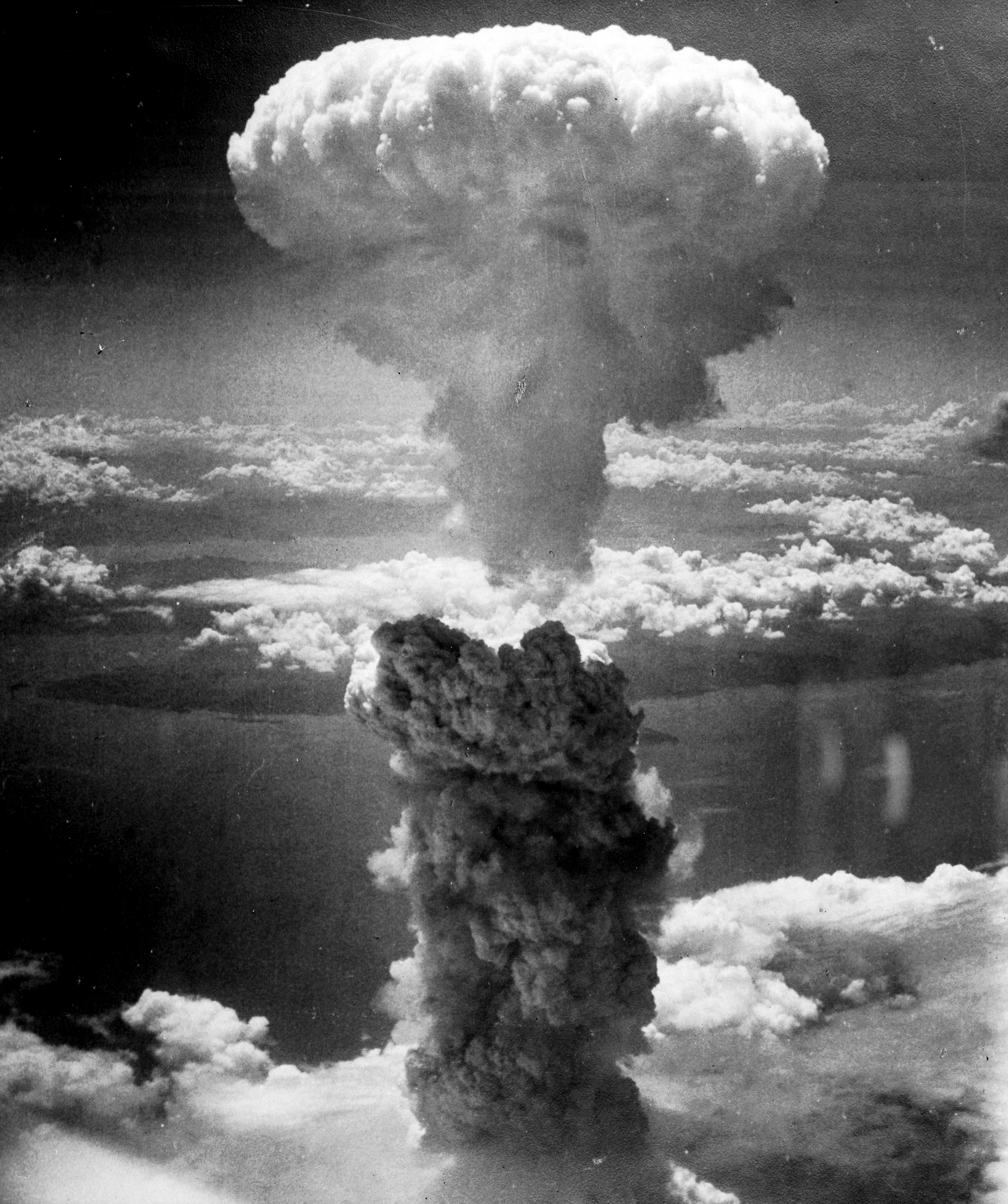
9 agosto 1945: il fungo atomico, causato da Fat Man su Nagasaki, raggiunse un'altezza di 18 km.

La bomba atomica (o bomba a fissione nucleare) è un ordigno esplosivo appartenente al gruppo delle armi nucleari, la cui energia è interamente prodotta da una reazione a catena di fissione nucleare. A volte viene chiamata anche bomba A, espressione oggi desueta, o impropriamente bomba nucleare. Il termine bomba atomica viene usato comunemente anche per indicare le armi termonucleari, in quanto esse costituiscono la maggioranza degli arsenali nucleari di oggi.
Il funzionamento di questi ordigni si basa sulla reazione di fissione nucleare, un processo di divisione del nucleo atomico, che avviene in un elemento pesante detto fissile, in due o più nuclei di massa inferiore, a seguito della collisione con un neutrone libero. 
La rottura del nucleo produce a sua volta, oltre a elementi più leggeri, anche alcuni ulteriori neutroni liberi, oltre ad una quantità molto significativa di energia. Se il materiale fissile ha un grado di concentrazione sufficiente ed è in una massa sufficientemente grande, detta "massa critica", i neutroni liberi prodotti a loro volta sono in grado di colpire nuovi nuclei di elemento fissile, producendo una reazione a catena incontrollata che si propaga per tutta la massa di materiale liberando un'immensa quantità di energia in un tempo brevissimo.
La bomba atomica è un'arma di distruzione di massa, delle quali la comunità internazionale limita e sanziona la produzione per mezzo del trattato di non proliferazione nucleare (TNP).

## Storia
Il fondamento teorico è il principio di equivalenza massa-energia, espresso dall'equazione E=mc² prevista nella teoria della relatività ristretta di Albert Einstein. Tale equivalenza generica suggerisce in linea di principio la possibilità di trasformare direttamente la materia in energia o viceversa. Einstein non vide applicazioni pratiche di questa scoperta. Intuì, però, che il principio di equivalenza massa-energia poteva spiegare il fenomeno della radioattività, ovvero che certi elementi emettono energia spontanea.
Successivamente, si avanzò l'ipotesi che alcune reazioni basate su questo principio potessero effettivamente avvenire all'interno dei nuclei atomici. Il "decadimento" dei nuclei provoca un rilascio di energia. L'idea che una reazione nucleare si potesse produrre anche artificialmente e in misura massiccia, sotto forma cioè di reazione a catena, fu sviluppata nella seconda metà degli anni trenta, in seguito alla scoperta del neutrone. Alcune delle principali ricerche in questo campo furono condotte in Italia da Enrico Fermi.
Un gruppo di scienziati europei rifugiatisi negli Stati Uniti (Enrico Fermi, Leó Szilárd, Edward Teller ed Eugene Wigner) si preoccupò del possibile sviluppo militare del principio. Nel 1939 gli scienziati Fermi e Szilard, in base ai loro studi teorici, persuasero Einstein a scrivere una lettera al presidente Roosevelt per segnalare che c'era la possibilità ipotetica di costruire una bomba utilizzando il principio della fissione ed era probabile che il governo tedesco avesse già disposto ricerche in materia. Il governo statunitense cominciò così ad interessarsi alle ricerche.

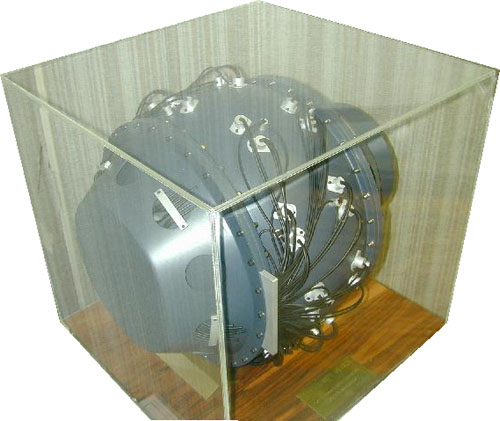
Modello della prima bomba atomica al plutonio (nome in codice The Gadget) impiegata nel test Trinity.

Enrico Fermi proseguì negli Stati Uniti nuove ricerche sulle proprietà di un isotopo raro dell'uranio, l'uranio-235, fino ad ottenere la prima reazione artificiale di fissione a catena autoalimentata: il 2 dicembre 1942 il gruppo diretto da Fermi assemblò a Chicago la prima "pila atomica" o "reattore nucleare a fissione" che raggiunse la condizione di criticità, costituito da una massa di uranio naturale e grafite disposti in maniera eterogenea.
Pochi mesi prima, nel giugno del 1942, in base ai calcoli eseguiti in una sessione estiva di fisica all'Università della California guidata da Robert Oppenheimer, si era giunti alla conclusione che era teoricamente possibile costruire una bomba che sfruttasse la reazione di fissione a catena. La sua realizzazione tecnica richiedeva però enormi finanziamenti.
Gran parte dell'investimento sarebbe servito per produrre uranio sufficientemente "arricchito" del suo isotopo 235 o una quantità sufficiente di plutonio-239. I calcoli indicavano infatti che per produrre una massa critica occorreva una percentuale di arricchimento, cioè una concentrazione di isotopo fissile, molto più alta di quella necessaria per un reattore nucleare.
La prima bomba atomica fu realizzata con un progetto sviluppato segretamente dal governo degli Stati Uniti. Il programma assunse scala industriale nel 1942 (cfr. Progetto Manhattan). Per produrre i materiali fissili, l'uranio-235 e il plutonio-239, furono costruiti giganteschi impianti con una spesa complessiva di due miliardi di dollari dell'epoca. I materiali (ad eccezione del plutonio, prodotto nei reattori dei laboratori di Hanford nello stato di Washington, e dell'uranio, prodotto nei laboratori di Oak Ridge) e i dispositivi tecnici, principalmente il detonatore a implosione, furono prodotti nei laboratori di Los Alamos, un centro creato apposta nel deserto del Nuovo Messico. Il progetto era diretto da Robert Oppenheimer e includeva i maggiori fisici del mondo, molti dei quali profughi dall'Europa.

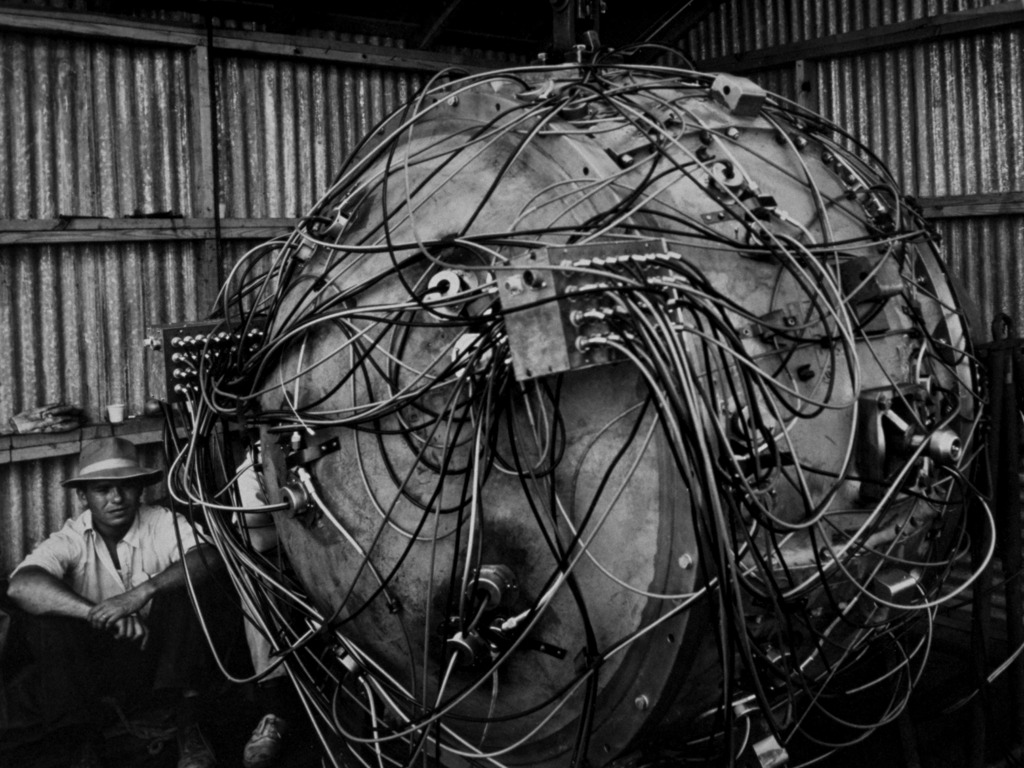
The Gadget al Trinity Site in Alamogordo, Nuovo Messico.

La prima bomba al plutonio (nome in codice The Gadget) fu fatta esplodere nel test Trinity il 16 luglio 1945 al poligono di Alamogordo, nel Nuovo Messico. La prima bomba all'uranio (Little Boy) fu sganciata sul centro della città di Hiroshima il 6 agosto 1945. La seconda bomba al plutonio, denominata in codice Fat Man, fu sganciata invece su Nagasaki il 9 agosto 1945. Questi sono stati gli unici casi d'impiego bellico di armi nucleari, nella forma del bombardamento strategico.
L'Unione Sovietica recuperò rapidamente il ritardo: Stalin attivò la cosiddetta operazione Borodino, che, grazie alla ricerca sovietica e anche all'apporto di spie occidentali, raggiunse inattesi successi. La prima bomba a fissione venne sperimentata il 29 agosto 1949, ponendo così fine al monopolio degli Stati Uniti. Il Regno Unito, la Francia e la Cina sperimentarono un ordigno a fissione rispettivamente nel 1952, nel 1960 e nel 1964. Israele costruì la prima arma nel 1966 e si ritiene che effettuò un test insieme al Sudafrica nel 1979, ma il suo arsenale è tuttora non dichiarato. L'India effettuò il suo primo test nel 1974. Il Pakistan cominciò la produzione di armi nucleari nel 1983 ed effettuò un test nel 1998. La Corea del Nord effettuò un primo test nel 2006. Le testate nucleari, basate sia sul principio della fissione nucleare che della fusione termonucleare, possono essere installate, oltre che su bombe aeree, anche su missili, proiettili d'artiglieria, mine e siluri.
Nel 1955 fu compilato il Manifesto di Russell-Einstein: Russell ed Einstein promossero una dichiarazione, invitando gli scienziati di tutto il mondo a riunirsi per discutere sui rischi per l'umanità rappresentati dalle armi nucleari.
Il Sudafrica, che aveva cominciato la produzione di bombe atomiche nel 1977, è stato l'unico paese a cancellare volontariamente il suo programma nucleare nel 1989, smantellando sotto il controllo dell'AIEA tutte le armi che aveva già costruito.

## Descrizione
La reazione a catena di fissione dei nuclei avviene in forma incontrollata (cioè rapidissimamente divergente) in una massa di materiale fissile, in pratica uranio-235 o plutonio-239, con sufficiente grado di purezza. Il nucleo di questi particolari isotopi, elementi radioattivi e pesanti, non è del tutto stabile: ha la proprietà di poter catturare un neutrone libero che dovesse collidere con esso a velocità sufficientemente bassa. La cattura del neutrone causa uno sbilanciamento del nucleo per cui la vita del nuovo isotopo è brevissima, il nucleo si spezza quasi istantaneamente in più frammenti, che costituiscono nuclei di elementi più leggeri, e libera spesso anche alcuni neutroni liberi, anch'essi sufficientemente lenti da poter essere catturati da nuclei fissili vicini.
Una massa metallica composta interamente, o quasi interamente, da questi atomi, ha la proprietà di generare al suo interno una reazione nucleare a catena, cioè una ripetizione di eventi in cui lo spezzarsi di un nucleo atomico, causato da una collisione con un neutrone libero, rilascia a sua volta neutroni liberi che producono la scissione di ulteriori nuclei di atomi vicini. Il processo si ripete dando luogo a una progressione esponenziale. Ciò avviene solo a condizione che nelle vicinanze di ciascun atomo fissile ci sia un numero sufficientemente alto di altri atomi di isotopo fissile, in modo che la probabilità di ulteriori collisioni sia vicina a 1. Ovvero la massa di materiale fissile deve essere sufficientemente grande (deve contenere un numero sufficientemente grande di atomi) e gli atomi di isotopo fissile devono essere sufficientemente vicini, cioè l'elemento fissile deve avere un elevato grado di purezza, essere cioè sufficientemente "concentrato" (la concentrazione di isotopo fissile in una massa di elemento metallico viene detta arricchimento di tale elemento).
Quando una massa di elemento fissile sufficientemente arricchita è in quantità sufficientemente grande, in questa si produce spontaneamente una reazione nucleare a catena: si dice allora che il materiale supera una certa soglia detta massa critica. In tali condizioni la massa metallica soddisfa le proprietà statistiche che producono il moltiplicarsi rapidissimo di collisioni e fissioni. L'entità esatta della massa critica dipende dalla sua particolare foggia geometrica. La sua purezza deve essere comunque elevata, superiore al 90%.
Nell'istante in cui una massa viene resa supercritica si verifica la reazione a catena, che libera una quantità di energia enorme in un tempo brevissimo. La fissione di un elemento pesante è una reazione nucleare fortemente esotermica. L'esplosione è potentissima per le enormi quantità di energia liberate nelle reazioni nucleari, dell'ordine di milioni di volte superiori a quelle in gioco nelle reazioni chimiche che coinvolgono masse simili.
La reazione a catena incontrollata si differenzia dai processi nucleari a catena che avvengono in un reattore nucleare per la produzione di energia elettrica, per l'andamento del processo rispetto al tempo. In un reattore la reazione nucleare avviene in una massa di materiale fissile che può essere molto grande, ma dove l'elemento è molto meno concentrato. In tali condizioni non si verifica una liberazione di energia rapidissima, la liberazione è più lenta e può essere moderata. La reazione in un reattore viene mantenuta sempre al di sotto di parametri di temperatura e di criticità prefissati, in uno stato stabile, ovvero controllato, cioè in cui l'energia viene liberata in modo costante nel corso del tempo senza alcuna possibilità di esplosione.
Nell'uso comune talvolta il nome "bomba atomica" è impropriamente impiegato per altre armi nucleari, di potenza simile o superiore, includendo così anche le bombe che utilizzano l'altro tipo di reazione nucleare, la fusione termonucleare dei nuclei di elementi leggeri.
Il termine "bomba atomica" nella classificazione originaria di "bomba A" indicava propriamente solo le bombe a fissione. Quelle che invece utilizzano la fusione termonucleare sono chiamate bombe H o bombe all'idrogeno, o anche raggruppate nella definizione di "armi termonucleari". Le armi nucleari presenti negli arsenali contemporanei sono praticamente tutte di quest'ultimo tipo. La bomba a fissione però è comunque una componente fondamentale delle armi termonucleari stesse, costituendone il cuore o l'innesco, le armi termonucleari sono perciò bombe a "due stadi". Questo perché la fusione di nuclei leggeri può essere innescata solo con energie altissime, e la bomba a fissione è l'unico dispositivo capace di produrre gli altissimi valori di pressione e temperatura indispensabili per innescare la reazione di fusione termonucleare.

### Principio di funzionamento della bomba atomica
Il principio della bomba atomica è la reazione a catena di fissione nucleare, il fenomeno fisico per cui il nucleo atomico di certi elementi con massa atomica superiore a 230 si può dividere (fissione) in due o più nuclei di elementi più leggeri quando viene colpito da un neutrone libero. La fissione si può innescare in forma massiccia, cioè come reazione a catena, se i nuclei fissili sono tanto numerosi e vicini fra loro da rendere probabile l'ulteriore collisione dei neutroni liberati con nuovi nuclei fissili. Gli isotopi che è possibile utilizzare nella pratica sono l'uranio-235 e il plutonio-239. Questi metalli pesanti sono i materiali fissili per eccellenza.
Quando un neutrone libero colpisce un nucleo di 235U o di 239Pu, viene catturato dal nucleo per un tempo brevissimo, rendendo il nucleo composto instabile: questo si spezza entro 10−12 secondi in due o più nuclei di elementi più leggeri, liberando contestualmente da due a quattro neutroni. Circa l'uno per cento della sua massa viene convertita in energia sotto forma principalmente di fotoni ed energia cinetica dei nuclei leggeri residui e dei neutroni liberi, per un totale di circa 200 MeV.
I neutroni liberati dal processo possono urtare a loro volta altri nuclei fissili presenti nel sistema, che quindi si fissionano liberando ulteriori neutroni e propagando la reazione a catena in tutta la massa di materiale. Come già detto però la reazione a catena avviene solo se la probabilità di cattura dei neutroni da parte dei nuclei fissili è sufficientemente alta, cioè se i nuclei sono numerosi, molto vicini fra loro e le perdite per fuga dal sistema sono opportunamente ridotte. Questo si ottiene, tipicamente, foggiando in una geometria a basso rapporto superficie/volume una certa quantità di uranio (o plutonio) metallico altamente arricchito, in cui l'isotopo fissile è presente in concentrazione molto più alta di quella naturale, addirittura superiore al 90% del totale, e in quantità tale che l'assemblaggio finale superi la cosiddetta massa critica.
Il valore esatto della "massa critica" dipende dall'elemento scelto, dal grado del suo arricchimento e dalla forma geometrica (una schermatura che circonda la massa stessa impedendo la fuga di neutroni può contribuire anch'essa a diminuirne il valore). Orientativamente è dell'ordine di alcuni chilogrammi.
Nella testata di una bomba atomica il materiale fissile è tenuto separato in più masse subcritiche, oppure foggiato in una forma geometrica a guscio sferico cavo, che rende la massa subcritica grazie all'alto rapporto superficie/volume tale da rendere sfavorevole il bilancio neutronico.
La bomba viene fatta detonare concentrando insieme il materiale fissile per mezzo di esplosivi convenzionali che portano istantaneamente a contatto le varie masse o fanno collassare il guscio sferico, unendo così il materiale in una massa supercritica. Al centro del sistema è collocato anche un iniziatore di neutroni, un piccolo dispositivo in berillio contenente qualche grammo di una sostanza fortemente emissiva di particelle alfa come il polonio, un sistema che aiuta l'esplosione irradiando la massa con un'ondata di neutroni al momento giusto. La testata è eventualmente rivestita esternamente con uno schermo in berillio che riflette parzialmente i neutroni che altrimenti verrebbero persi all'esterno.
Energia e potenza dell'ordigno nucleare sono funzioni dirette della quantità di materiale fissile e della sua percentuale di arricchimento, così come dell'efficienza dell'arma, cioè la percentuale di materiale che effettivamente subisce la fissione, quest'ultima determinata dalla qualità o dalla taratura del suo sistema di detonazione.
La massa di materiale fissile in una bomba atomica è detta nòcciolo.

### Reazione a catena

Diagramma della reazione nucleare.

La reazione nucleare a catena indotta da neutroni, in una massa di 235U avviene secondo uno schema di questo tipo:
{\displaystyle {\ce {^{235}_U + n -> ^{236}_U -> ^{141}_Ba + ^{92}_Kr + 3n + 200 MeV}}}
Si hanno perciò i seguenti prodotti di fissione:
Elementi più leggeri. La formula esprime ciò che succede ad un nucleo di uranio (235U) quando viene colpito da un neutrone (n). L'effetto della cattura da parte del nucleo è la trasformazione di quest'ultimo in un isotopo più pesante (236U) che però dura solo un tempo brevissimo dopodiché l'elemento instabile si spezza formando due nuovi elementi. Gli elementi indicati nella seconda parte della formula sono il risultato relativamente più frequente della scissione, ma si possono formare anche elementi diversi a seconda del modo del tutto casuale in cui il nucleo si divide: accanto alla fissione dell'uranio-235 in bario-141 e kripton-92 (riportata nel diagramma a fianco), se ne possono quindi verificare molte altre, ciascuna delle quali può comportare un numero di emissioni di neutroni che varia, di norma, da 2 a 4.
Elenchiamo qui alcune delle reazioni nucleari che si possono produrre bombardando il nucleo dell'uranio-235 con un neutrone lento, tenendo presente che tutte le combinazioni possibili dei prodotti di fissione sono più di 40:
{\displaystyle {\ce {^{235}_U + n -> ^{236}_U -> ^{137}_Te + ^{97}_Zr + 2 n + 200 MeV}}}
{\displaystyle {\ce {^{235}_U + n -> ^{236}_U -> ^{93}_Sr + ^{140}_Xe + 2 n + 200 MeV}}}
{\displaystyle {\ce {^{235}_U + n -> ^{236}_U -> ^{93}_Sr + ^{140}_Xe + 3 n + 200 MeV}}}
{\displaystyle {\ce {^{235}_U + n -> ^{236}_U -> ^{127}_Sn + ^{115}_Mo + 4 n + 200 MeV}}}
Come si può vedere, le diverse combinazioni rilasciano da 2 a 4 neutroni liberi ed elementi con peso atomico variabile. La maggior parte di questi elementi a loro volta sono isotopi instabili, perciò sono radioattivi e soggetti a ulteriore decadimento. Alcuni di questi risultano estremamente pericolosi per l'ambiente e la salute umana (frequenti sono il cesio-137, lo stronzio-90 e lo iodio-131) data la facilità con cui tendono ad accumularsi nei tessuti degli esseri viventi.
Nota: fra i prodotti di fissione, lo Xeno 135 riveste una particolare importanza per l'inconveniente tecnico che il suo accumulo può causare nei reattori nucleari. Lo xeno viene generato sia come prodotto primario della fissione nucleare (nello 0,3% dei casi) sia più spesso (e cioè nel 5,6% delle fissioni termiche dell'uranio-235) come decadimento del tellurio-135, il quale subisce una serie di decadimenti beta, secondo il seguente schema:
{\displaystyle {\ce {^{135}_Te -> ^{135}_I -> ^{135}_Xe -> ^{135}_Ce -> Ba}}}
Lo xeno-135 è un gas che, nei reattori nucleari, può dare luogo all'inconveniente tecnico detto avvelenamento da xeno, il fenomeno per cui l'accumulo accidentale di questo gas all'interno di un reattore può interrompere gli effetti della reazione di fissione, per la sua capacità di assorbire neutroni, con l'effetto di mascherare la reale attività del reattore. Tale condizione potrebbe ingannare operatori poco accorti, rendendoli ignari dello stato attivo del reattore e inducendoli a commettere errori operativi. Questa caratteristica dello Xe-135 fu una delle cause determinanti del disastro di Černobyl'. Il processo di fissione nucleare che caratterizza la bomba atomica è il medesimo che alimenta i reattori nucleari civili.
Ulteriori prodotti di fissione sono:
Neutroni liberi. Ai nuovi elementi prodotti dalla reazione si aggiungono sempre da due a quattro neutroni liberi, che a loro volta possono venire catturati da altri nuclei fissili che si trovano all'interno della massa, e perciò li rendono instabili e contribuiscono a proseguire la reazione di fissione.
Energia. Per ciascun nucleo che si scinde, nel modo indicato dalla formula, si producono circa 200 MeV di energia, di cui circa 170 MeV sotto forma di energia cinetica dei prodotti di fissione e dei neutroni liberati. Più precisamente:
- 165 MeV per l'energia cinetica dei nuovi atomi formatisi a seguito della fissione
- 5 MeV per l'energia cinetica dei neutroni
- 8 MeV per l'energia della radiazione gamma istantanea
- 5 MeV per l'energia di decadimento beta dei prodotti di fissione
- 6 MeV per l'energia di decadimento gamma dei prodotti di fissione
- 11 MeV per l'energia cinetica dei neutrini

Questa rilevante produzione di energia è legata al fatto che la somma delle masse risultanti (frammenti di fissione e neutroni) è leggermente inferiore alla massa iniziale del nucleo e del neutrone che ha generato la fissione: una piccolissima percentuale di questa massa risulta perduta, "trasformata" in energia. La quantità di energia rilasciata dalle reazioni nucleari è molto più grande di quella delle reazioni chimiche in rapporto alla quantità di materia coinvolta. L'energia di legame all'interno dei nuclei (interazione forte) è molto più intensa di quella che lega tra loro gli elettroni esterni di due atomi. L'energia di legame all'interno dei nuclei è una misura di massa. Nel principio di equivalenza E=mc², poiché il secondo termine dell'uguaglianza è una grandezza enorme (a causa del valore della costante "c", la velocità della luce nel vuoto, pari a 299 792 458 m/s) l'energia "E" risulta enorme in confronto ad una piccola massa "m". Per confronto, in una molecola d'acqua il legame degli atomi di idrogeno può produrre una energia di circa 16 eV, dieci milioni di volte inferiore a quella liberata dal nucleo di uranio. Un grammo di uranio-235 che subisce interamente la fissione produce circa 8 x 1010 joule, ossia quanto la combustione di circa 3 tonnellate di carbone.

### Materiale fissile
I materiali fissili utilizzati nelle bombe atomiche sono il plutonio-239 o l'uranio arricchito, che possono essere prodotti solo in paesi altamente industrializzati, essendo richiesta a monte l'esistenza di un ciclo di arricchimento dell'uranio o di reattori nucleari o altri sistemi capaci di produrre plutonio-239 a partire dall'isotopo uranio-238 attraverso la reazione nucleare di fertilizzazione.
L'uranio presente in natura è una miscela del 99,3% circa di isotopo a numero di massa 238 e dello 0,7% circa di isotopo a numero di massa 235; dei due, solo l'ultimo è fissile. Per poterne accumulare una quantità sufficiente occorre quindi "arricchire" l'uranio del proprio isotopo 235. Il nocciolo di una bomba all'uranio deve cioè essere composto di una massa composta in gran parte di uranio-235, ovvero di uranio altamente arricchito.
Tale "arricchimento" avviene con la separazione dell'isotopo 235 dall'isotopo 238, per ottenere una concentrazione via via maggiore del primo elemento. Il ciclo di arricchimento industriale ha inizio con la conversione dell'uranio naturale in esafluoruro di uranio (UF6), una sostanza gassosa che permette di sfruttare successivamente la diversa velocità di diffusione che contraddistingue 235UF6 da 238UF6 per separare i due isotopi. L'identico processo si può compiere anche con il tetracloruro di uranio (UCl4). Queste sostanze si possono portare allo stato gassoso a basse temperature, ciò consente di separare i due isotopi meccanicamente. La sostanza viene centrifugata ad altissima velocità, in speciali ultra-centrifughe montate in serie (a "cascata"). Queste concentrano progressivamente l'isotopo 235 separandolo dall'omologo chimico 238, sfruttando la piccolissima differenza di peso specifico tra i due. L'uranio arricchito per le testate atomiche è composto per il 97% circa di U-235.
È possibile separare l'isotopo 235 anche con altre metodologie, su scala minore o con tecnologie molto più sofisticate (come il laser).
Il prodotto di scarto del processo di arricchimento è uranio, in grande quantità, composto quasi totalmente dall'isotopo 238 perciò inutile per la reazione nucleare, con una percentuale di U-235 bassissima. È il cosiddetto uranio impoverito, cioè uranio con una frazione di U-235 inferiore allo 0,2%. È classificato come scoria radioattiva, ma viene usato per costruire proiettili e bombe in sistemi d'arma convenzionali. La tossicità dell'uranio impoverito, di origine chimica e radiologica, è molto alta e rende pericoloso l'uso di questi sistemi d'arma anche per gli eserciti che li utilizzano, quando l'uranio venga inalato o ingerito.
All'interno di masse inferiori a quella critica, purché concentrate in piccoli volumi, nell'uranio e nel plutonio le fissioni sono più frequenti di quelle che si hanno nei minerali naturali, dove gli isotopi fissili sono meno concentrati. Dopo un certo periodo di tempo, a causa di questa perdita di isotopi fissili, il materiale fissile non è più utilizzabile per la presenza di un'elevata quantità di frammenti di fissione.

## Caratteristiche costruttive
Una bomba atomica è formata da un nocciolo metallico di alcune decine di chilogrammi di uranio arricchito oltre il 93% (uranio "weapon-grade"), oppure di qualche chilogrammo di plutonio contenente almeno il 93% dell'isotopo 239 (plutonio "weapon-grade"). È possibile anche costruire una bomba utilizzando pochissimi chilogrammi di uranio, seguendo i principi costruttivi messi a punto per le bombe al plutonio; è altresì possibile, oggi, costruire bombe con mini-nocciolo che impiegano poche centinaia di grammi di plutonio. La massa del nocciolo è sempre, comunque, subcritica (se così non fosse la bomba esploderebbe anzi tempo).
Il nocciolo è inserito in un contenitore di metallo pesante, come l'uranio-238, a formare uno spesso guscio detto tamper ("tampone" o "borraggio") che limita la fuga all'esterno dei neutroni, utili alla reazione nel momento dell'esplosione, e soprattutto ha la funzione di trattenere, mediante una reazione inerziale alla pressione esercitata dalla sua espansione termica, il nocciolo per il tempo necessario alla reazione, circa 1 microsecondo. Il tempo a disposizione per la reazione aumenta moltissimo l'efficienza, cioè la percentuale di materiale che subisce la fissione.
L'esplosione viene innescata con l'uso di esplosivi convenzionali che avvicinano fra loro parti del nocciolo o lo modificano in modo da rendere la massa supercritica. Mediante sistemi di detonatori (che possono essere complessi e di tipo diverso) il nocciolo viene modificato nella forma e concentrazione in modo da portarlo a uno stato supercritico. Vi sono essenzialmente due tecniche alternative, dal punto di vista ingegneristico, per produrre questo effetto. Le due soluzioni sono:
1. Il sistema a blocchi separati, detto anche detonazione balistica, "a proiettile" o "a cannone" (gun-triggered fission bomb). In questo tipo di progetto il nocciolo di materiale fissile è diviso in due parti, un "proiettile" di massa subcritica e un "bersaglio", di massa inferiore al "proiettile". Al momento dell'esplosione, una carica esplosiva spinge il proiettile ad alta velocità in una canna fino al bersaglio, in modo da unirsi a formare un'unica massa supercritica;
2. Il sistema a implosione. È molto più efficiente del sistema a blocchi separati ma anche estremamente più complesso da progettare. Si basa sull'esplosione simultanea di molti detonatori posti sulla superficie di una corona di materiale esplosivo che circonda il nocciolo a forma di sfera cava di massa subcritica in modo da produrre un'elevata pressione su quest'ultimo. L'aumento di pressione, comprimendo il materiale fissile ed eliminando la cavità, ne modifica la dimensione e ne incrementa la densità, in modo da portarlo a uno stato supercritico. Il sistema è coadiuvato da un sistema di contenitori ("tamper" e intelaiatura) intorno al nocciolo con le funzioni di ridurre le fughe di neutroni, trattenere l'espansione termica del nocciolo e rendere uniforme l'onda d'urto di implosione.

I due modelli costruttivi contengono entrambi un iniziatore della reazione nucleare, ossia un piccolo dispositivo sferico costruito di solito in berillio e contenente un materiale alfa emettitore come il polonio-209 o 210, che, una volta attivato, funge da sorgente di neutroni. L'iniziatore è posto al centro del nocciolo e viene attivato dalla pressione esercitata da quest'ultimo quando viene compresso dalla detonazione dell'esplosivo convenzionale che lo circonda. L'iniziatore dà luogo in sequenza a questi effetti:
1. il suo involucro in berillio viene sfondato quando la massa implode;
2. la radiazione alfa emessa dal polonio interagisce con il berillio-9 producendo berillio-8 e neutroni liberi;
3. i neutroni liberati da questo dispositivo sono in quantità enorme e innescano la fissione in una massa che ora è supercritica.

### Sistema di detonazione a blocchi separati
L'innesco a blocchi separati è detto bomba con "detonazione a proiettile" o "a cannone". È la più semplice da costruire, richiede una tecnologia rudimentale. Funziona però bene solo con l'uranio-235. Il plutonio infatti, a causa delle tracce non eliminabili dell'isotopo 240, è più instabile e dunque il dispositivo richiederebbe accorgimenti con cui diventerebbe troppo ingombrante per poi poter essere utilizzato.

Detonazione a proiettile.
1. Esplosivo convenzionale
2. Canna
3. Proiettile di uranio
4. Obiettivo

La bomba atomica sganciata su Hiroshima, Little Boy, era un ordigno di questo tipo. Il principio è che una massa subcritica di uranio viene proiettata ("sparata") contro un'altra massa subcritica di uranio. L'ordigno è formato da un tubo ad un'estremità del quale c'è un proiettile costituito da un blocco di uranio-235 di forma cilindrica cava, all'altro capo si trova il "bersaglio", un altro blocco cilindrico di uranio-235, di dimensioni pari alla cavità del proiettile e di massa minore, dove è collocato anche il generatore di neutroni. La detonazione avviene quando il proiettile viene lanciato per mezzo di una carica esplosiva e si unisce al bersaglio superando la massa critica e creando una massa supercritica. Colpendo il bersaglio, il proiettile attiva anche l'iniziatore neutronico, il quale però in questo caso risulta superfluo (in Little Boy ne furono inseriti quattro solo per una questione di sicurezza) proprio per la configurazione "a cannone" dell'ordigno, nel quale la fissione avviene spontaneamente una volta creata la massa, e la densità, supercritica.
Questi ordigni hanno un'efficienza molto scarsa. Per costruire una bomba occorre qualche decina di chilogrammi di uranio-235, un isotopo naturale estremamente raro, ma la gran parte di questa massa (il 98,5%) viene sprecata, non dà luogo cioè ad alcuna reazione nucleare. L'ordigno "Little Boy" conteneva 64,13 kg di uranio di cui appena l'1,5% subì la fissione nucleare. La scarsa efficienza è dovuta al fatto che manca l'importante effetto di concentrazione compiuto dal sistema a implosione sul nocciolo, e il contenimento inerziale è affidato soltanto alle masse del contenitore. Quest'ultimo (tamper) è anche meno efficace dovendo contenere una massa molto grande.
L'assemblaggio di una massa tanto grande è anche piuttosto pericolosa. Inoltre gli ordigni a blocchi separati non possono avere una potenza esplosiva molto più grande di 20 chilotoni perché la quantità di uranio non si può aumentare a piacimento. Per tutte queste ragioni, in linea di massima le armi basate su questo sistema non vengono costruite.
Sono stati costruiti poche decine di ordigni come questo nel secondo dopoguerra, principalmente da Gran Bretagna e Unione Sovietica. Queste sono state smantellate negli anni cinquanta. Negli anni settanta il solo Sudafrica costruì cinque bombe come questa, anch'esse poi smantellate.

### Sistema di detonazione a implosione

Animazione della detonazione a implosione

Questo sistema era utilizzato nella bomba esplosa su Nagasaki, Fat Man. Il nocciolo è una sfera cava di pochi chilogrammi di plutonio-239. È posto all'interno di più sfere concentriche di metalli diversi e circondato da un complesso sistema di cariche esplosive e detonatori elettronici. Al centro della sfera cava è collocato l'innesco in polonio-berillio.
Quando le cariche esplosive che circondano il nocciolo vengono fatte brillare, le onde d'urto concentriche producono l'implosione perfettamente simmetrica della massa di plutonio. La cavità centrale scompare, il materiale schiacciato dalle onde d'urto concentriche viene concentrato di un fattore 2 o più, la massa diventa supercritica e l'iniziatore centrale si attiva. La bomba di Nagasaki aveva un'efficienza intorno al 15% e conteneva meno di 7 kg di plutonio.

## Esplosione nucleare
Gran parte dell'energia rilasciata dall'esplosione nucleare consiste semplicemente in energia radiante diretta, cioè calore effetto di irraggiamento luminoso prodotto dalla reazione nucleare. La luce viene irradiata dalla "sfera di fuoco" formata da gas ionizzati, che si espande nel punto di esplosione, per un tempo dell'ordine del millisecondo.
I gas di esplosione a centinaia di milioni di gradi emettono radiazione luminosa di intensità tale che oggetti distanti anche centinaia di metri che vengono illuminati direttamente raggiungono temperature di migliaia di gradi in millesimi di secondo.
Un'altra notevole porzione di energia si scarica sotto forma di onda d'urto supersonica prodotta dalla violenta espansione termica dell'aria. Il fronte d'onda causato da un'esplosione da 20 chilotoni ha una velocità supersonica entro un raggio di poche centinaia di metri, e procede a velocità infrasoniche con effetti distruttivi fino a distanze dell'ordine di chilometri. Se la bomba esplode in atmosfera dove l'aria ha densità normale, si producono fronti d'onda d'urto - incluso quello emisferico generato per riflesso dalla superficie del terreno - che producono una sovrapressione, nell'area di picco massimo, dell'ordine di 350-750 g/cm2. Il corpo umano ha una resistenza alta alle sovrapressioni. Tutte le parti dell'organismo umano, con l'eccezione della membrana del timpano, sono in grado di resistere bene a sovrapressioni anche a 5-6 volte superiori a queste. Tuttavia, anche se il corpo umano è resistente alla pressione in sé, in pratica può essere investito dai detriti ad altissima velocità contenuti nel fronte d'urto o proiettato contro oggetti contundenti. Al contrario gli edifici - specie le costruzioni a uso civile - hanno di norma una resistenza alle sovrapressioni molto più bassa rispetto a quelle del fronte d'urto, e le ampie superfici che li caratterizzano (pareti, tetti, finestre) traducono l'onda d'urto in forze enormemente devastanti. Il fronte d'urto di una esplosione nucleare causa il crollo praticamente di tutti gli edifici che vi sono esposti nelle vicinanze. In una esplosione di 20 chilotoni l'onda d'urto è in grado di spazzare via edifici a centinaia di metri o chilometri di distanza.
L'effetto di queste componenti distruttive (irraggiamento e onda d'urto) viene massimizzato se la bomba viene fatta esplodere a una certa altezza dal suolo. Se la bomba esplodesse a terra, invece, gran parte della sua energia verrebbe assorbita dal terreno e i suoi effetti avrebbero un raggio ridotto.
Una quota significativa di energia (5-10%) viene emessa sotto forma di radiazione ionizzante ad alte energie.
L'esplosione di un'arma nucleare al di sopra di un'area densamente abitata produce, a causa dell'onda d'urto e delle temperature, un tappeto di macerie disseminato di numerosi piccoli focolai d'incendio. Quando si ha una vasta superficie su cui sono distribuiti numerosi punti di fuoco, la geometria delle correnti convettive causa un fenomeno detto superincendio (o Feuersturm) cioè l'unione di tutti i focolai in un unico gigantesco incendio dell'intera superficie alimentato da una violentissima corrente convettiva centripeta. Secondo alcune stime, nei bombardamenti di Hiroshima e Nagasaki la quota maggiore di vittime sarebbe stata causata proprio dai superincendi che si sono sviluppati nel corso delle decine di minuti successivi all'esplosione.

### Effetti delle esplosioni nucleari

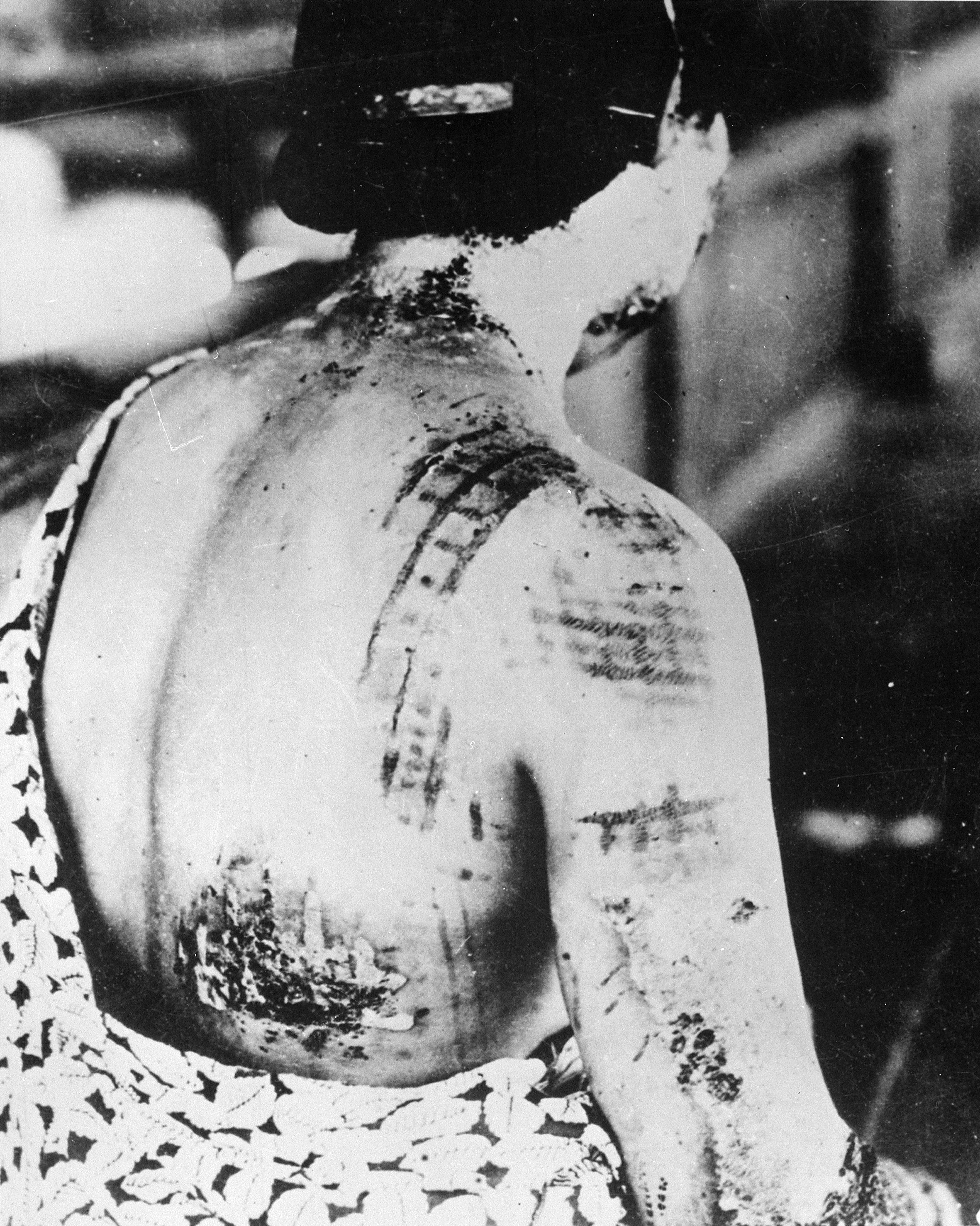
Le ustioni presenti su questa vittima somigliano alle trame del kimono; le aree più chiare del tessuto hanno riflesso l'intensa luce della bomba, provocando minor danno.

Gli effetti di una esplosione nucleare su un'area abitata si possono quindi schematizzare in queste categorie:
1. Effetti diretti da irraggiamento termico/luminoso: le superfici illuminate direttamente dall'esplosione possono raggiungere temperature altissime, che dipendono però molto dal tipo di superficie e dal suo colore, cioè dalle sue proprietà di riflettere o assorbire la luce. Una esplosione nucleare produce tipicamente due impulsi radianti, il primo compreso entro i primi 5-6 millisecondi, e il secondo successivo agli 80-100 millisecondi, fino a tempi dell'ordine di 1 secondo. Il secondo impulso si ha quando la sfera di vapori dell'esplosione si è espansa a sufficienza da essere nuovamente trasparente.[8] Le temperature raggiunte dalle superfici esposte, nel caso si tratti di superfici corporee di esseri viventi, possono causare ustioni mortali, e anche distruggere gli organismi. È da notare che questo effetto si ha sulle persone che in quel momento si trovano in zone esterne direttamente esposte all'esplosione, non schermate da altri oggetti o da tute protettive. Il lampo dell'esplosione, avendo anche una forte componente di alte frequenze, può distruggere la retina causando cecità.
2. Effetti meccanici dell'onda d'urto: l'onda di sovrapressione distrugge istantaneamente edifici e manufatti a uso civile, e ciò corrisponde a una immensa proiezione di detriti ad altissime velocità (centinaia di metri/secondo). A Hiroshima, frammenti di vetro proiettati dall'esplosione sono penetrati in muri di cemento anche a distanze di 2.200 metri dall'epicentro dell'esplosione.[9] I muri di cemento armato dell'ospedale della Croce Rossa di Hiroshima mostrano una superficie cosparsa di buchi e tagli come se fossero stati colpiti da raffiche di proiettili, causati in realtà dalle minuscole schegge di vetro proiettate ad altissima velocità dall'esplosione.[10]
3. Radiazioni ionizzanti ad alte energie: le radiazioni emesse da un'esplosione nucleare sono prevalentemente di tipo gamma, hanno alta intensità, ma la loro emissione ha durata molto breve. È da notare che i danni agli organismi viventi, come la malattia acuta prodotta dalle radiazioni o altre patologie, tra cui anche danni genetici causa di malformazioni di feti, possono essere causate non solo dall'esposizione diretta all'esplosione, ma anche e soprattutto dal contatto con polveri e acqua contaminati.
4. Superincendi o Feuerstürme: coinvolgono le persone presenti nell'area delle macerie, e si ritiene che siano stati verosimilmente la causa della quota relativamente maggiore di vittime nelle esplosioni di Hiroshima e Nagasaki.